# Unión Británica de Ornitólogos
La British Ornithologists' Union (BOU) es una organización dedicada a promover el estudio de las aves (ornitología) en el Reino Unido, Europa y el resto del mundo para comprender su biología y ayudar a su conservación.
Fue fundada en 1858 por el profesor Alfred Newton, Henry Baker Tristram y otros científicos.
Su publicación semestral, Ibis, ha sido publicada desde 1859.
Su sede se encuentra en el puesto avanzado de ornitología del "Natural History Museum" en Tring, Hertfordshire, Inglaterra.